# Hartmann Bjørnsen
Hartmann Bjørnson (2 de fevereiro de 1889 - desc.) foi um ginasta norueguês que competiu em provas de ginástica artística pela nação.
Bjørnson é o detentor de uma medalha olímpica, conquistada na edição de 1912, nos Jogos de Estocolmo. Na ocasião, foi o medalhista de ouro da prova coletiva de sistema livre ao lado de seus 23 companheiros de equipe, quando superou as nações da Finlândia e Dinamarca, prata e bronze respectivamente.